# Maya Weug
Maya Martine Els Weug (Pedreguer, 1 de junho de 2004) é uma automobilista de nacionalidade neerlandesa, belga e espanhola que atualmente compete na F1 Academy pela equipe MP Motorsport. Ela é membro da Ferrari Driver Academy, sendo também a primeira mulher a se juntar à academia.

## Carreira
Weug começou a andar de kart quando tinha sete anos de idade. Ela competiu em vários campeonatos nacionais, como o Campeonato Espanhol de Kart, onde terminou em segundo na Classe Alevin em 2015. 2016 foi o primeiro ano dela no cenário internacional de kart, onde ela venceu a WSK Final Cup na categoria 60 Mini.
Weug foi selecionada para participar de um dia de teste da Fórmula 3 da FIA em Magny-Cours em novembro de 2021, ao lado da colega da Iron Dames, Doriane Pin, e das pilotos da W Series, Nerea Martí e Irina Sidorkova.
Em 2021, Weug fez sua estreia na Fórmula 4 Italiana pelo Iron Lynx Motorsport Lab como parte do programa Iron Dames, em associação com sua filiação à Ferrari Driver Academy. Para a temporada de 2022, a piloto neerlandesa permaneceria com a Iron Dames. Ela ficou em 14.º no campeonato, uma posição à frente do companheiro de equipe Ivan Domingues.
Após particpar de vários testes de pós-temporada com a equipe finlandesa KIC Motorsport, Weug subiu para o Campeonato de Fórmula Regional Europeia (FRECA) em 2023. Ela terminou a temporada FRECA de 2023 em terceiro lugar entre os estreantes e em 17.º entre todos os 42 pilotos elegíveis para pontos. Em 2024, a piloto retornou ao campeonato com a KIC Motorsport apenas para a etapa de Mugello.
Weug transferiu-se para a F1 Academy na temporada de 2024, correndo pela Prema Racing e representando a Scuderia Ferrari. Conquistou oito pódios, incluindo uma vitória na corrida 3 de Abu Dhabi, que encerrou a temporada, mas ficou distante da briga pelo título, fechando o ano na terceira colocação, com 177 pontos, 40 a menos do que a vice-campeã Doriane Pin e quase a metade dos acumulados pela campeã Abbi Pulling.
Weug segue na F1 Academy para 2025, sendo mais uma vez a representante da Ferrari, mas agora, corre pela MP Motorsport.

## Vida pessoal
Weug nasceu em Pedreguer, Espanha, filha de pai neerlandês e mãe belga. Ela competiu sob as bandeiras de todas as três nações ao longo de sua carreira.

## Registros na carreira

### Sumário
| Temporada | Categoria                 | Equipe         | Corridas | Vitórias | Poles | V.M.R. | Pódios | Pontos | Classificação |
| --------- | ------------------------- | -------------- | -------- | -------- | ----- | ------ | ------ | ------ | ------------- |
| 2021      | Fórmula 4 Italiana        | Iron Lynx      | 21       | 0        | 0     | 0      | 0      | 0      | 35.º          |
| 2021      | ADAC Fórmula 4            | Iron Lynx      | 6        | 0        | 0     | 0      | 0      | 0      | NC            |
| 2022      | Fórmula 4 Italiana        | Iron Dames     | 20       | 0        | 0     | 0      | 0      | 36     | 14.º          |
| 2022      | ADAC Fórmula 4            | Iron Dames     | 6        | 0        | 0     | 0      | 0      | 0      | NC            |
| 2023      | Fórmula Regional Europeia | KIC Motorsport | 20       | 0        | 0     | 0      | 0      | 27     | 17.º          |
| 2024      | F1 Academy                | Prema Racing   | 14       | 1        | 0     | 1      | 8      | 177    | 3.º           |
| 2024      | Fórmula Regional Europeia | KIC Motorsport | 2        | 0        | 0     | 0      | 0      | 0      | 29.º          |
| 2025      | F1 Academy                | MP Motorsport  | 0        | 0        | 0     | 0      | 0      | 0*     | ?             |